# La República (álbum)
La República es el primer álbum de estudio del rapero puertorriqueño Guaynaa, publicado el 29 de octubre de 2021 por Universal Music Latin Entertainment.
El álbum se caracteriza por el estilo reggaetonero de Guaynaa, pero incursionando también en otros ritmos. Asimismo, marca la evolución de Guaynaa como artista a nivel internacional después del éxito que tuvo su sencillo «Rebota», y el haber colaborado con varios artistas de diversos estilos musicales como Sebastián Yatra, Mon Laferte, Major Lazer, Gloria Trevi y Mike Bahía, entre otros.
De este álbum, se desprenden sencillos como: «Cumbia a la gente», «Chikitita», «Monterrey» y «Los cachos». En este álbum, está incluida la participación de Los Ángeles Azules, El Alfa, Noel Schajris, Servando & Florentino y Pain Digital, entre otros.

## Lista de canciones
| N.º   | Título                                       | Duración |  |
| 1.    | «Baja»                                       | 2:51     |  |
| 2.    | «Chikitita» (con El Alfa y Play-N-Skillz)    | 2:40     |  |
| 3.    | «POMPEA»                                     | 3:06     |  |
| 4.    | «Respira» (con Lola Índigo)                  | 3:02     |  |
| 5.    | «What A Montón» (con Kiko el Crazy)          | 2:53     |  |
| 6.    | «Toca»                                       | 3:08     |  |
| 7.    | «Besa Me» (con Poupie)                       | 2:54     |  |
| 8.    | «Ingenuo corazón»                            | 2:55     |  |
| 9.    | «Dos soles»                                  | 2:41     |  |
| 10.   | «Cerveza»                                    | 3:20     |  |
| 11.   | «Los cachos» (con Servando & Florentino)     | 3:18     |  |
| 12.   | «Cumbia a la gente» (con Los Ángeles Azules) | 3:28     |  |
| 13.   | «Monterrey» (con Pain Digital)               | 2:44     |  |
| 14.   | «Somos» (con Cabra)                          | 3:05     |  |
| 15.   | «Entre las nubes» (con Noel Schajris)        | 3:17     |  |
| 16.   | «El Payo» (con India Martínez)               | 4:16     |  |
| 49:46 |                                              |          |  |